# Chester Beach
Chester A. Beach (23 de maio de 1881 – 6 de agosto de 1956) foi um escultor americano conhecido por seus bustos e pela arte medalhística.

## Início de vida
Beach nasceu em São Francisco, Califórnia. Estudou inicialmente na California School of Mechanical Arts e trabalhou como designer de joias logo em seguida, enquanto continuava seus estudos de arte no Mark Hopkins Institute of Art (atual San Francisco Art Institute). Em 1903 mudou-se para Nova Iorque e, em maio de 1904, seguiu para Paris para estudar na École des Beaux-Arts e também sob a tutela de Raoul Verlet na Académie Julian.

## Carreira
Retornou aos Estados Unidos em 1907, ganhando rapidamente reconhecimento por suas representações de figuras alegóricas e míticas. Nesse ano, estabeleceu seu estúdio em Manhattan, onde trabalhou pelos 45 anos seguintes. Logo foi eleito para a National Sculpture Society, para o Salmagundi Club e para a American Numismatic Society. Ao ser selecionado para a National Academy of Design, era então o membro mais jovem. Posteriormente, também se tornaria membro do National Institute of Arts and Letters.
Em 1910, Beach casou-se com Eleanor Hollis Murdock, a quem conhecera na França. O casal estabeleceu-se em Roma por dois anos, retornando aos EUA em 1912 com a primeira filha, Beata (mais tarde pintora, casada com Vernon Porter). As filhas Eleanor e Natalie nasceram já nos Estados Unidos. Sua primeira grande encomenda surgiu em 1915, quando projetou três estátuas para a Exposição Panamá-Pacífico, recebendo medalha de prata. Em 1919, sua proposta para a medalha comemorativa do Tratado de Versalhes foi a vencedora escolhida pela American Numismatic Society. Ele gravou a moeda de meio dólar do Sesquicentenário do Havaí, desenhada por Juliette May Fraser e emitida em 1928, e concebeu em 1935 a moeda comemorativa de meio dólar Hudson Sesquicentennial. Seus bustos mais conhecidos estão expostos no Hall of Fame da New York University. Seu trabalho também integrou o evento de escultura na competição de arte nos Jogos Olímpicos de Verão de 1928.
Trabalhando intensamente, Beach expôs anualmente, sem falhar, nos salões de inverno e anuais da National Academy of Design, de 1907 a 1926. Foi presidente da National Sculpture Society de 1926 a 1927, além de lecionar no Beaux-Arts Institute of Design e na Grand Central School of Art. Recebeu a Saltus Medal da Numismatic Society em 1946 por seu trabalho medalhístico. Em 1917, Beach construiu um ateliê em Brewster, Nova Iorque, em um terreno de cerca de 10 acre(s)s (40 000 m2), adquirido por troca com um fazendeiro local em troca de duas esculturas. Em 1918 construiu ali uma casa de pedra para a família, apelidada de “Old Walls”. Mais tarde, em 1947, ergueu um chalé adicional, “The Camp”. Beach morreu em 6 de agosto de 1956, em Brewster.

## Galeria de obras

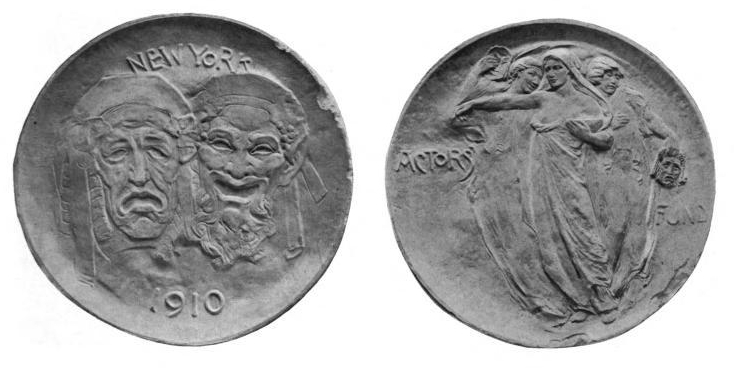
Actors Fund Medal of Honor (1910)
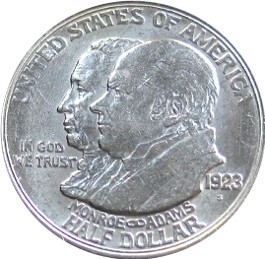
Monroe Doctrine Centennial half dollar (1923)
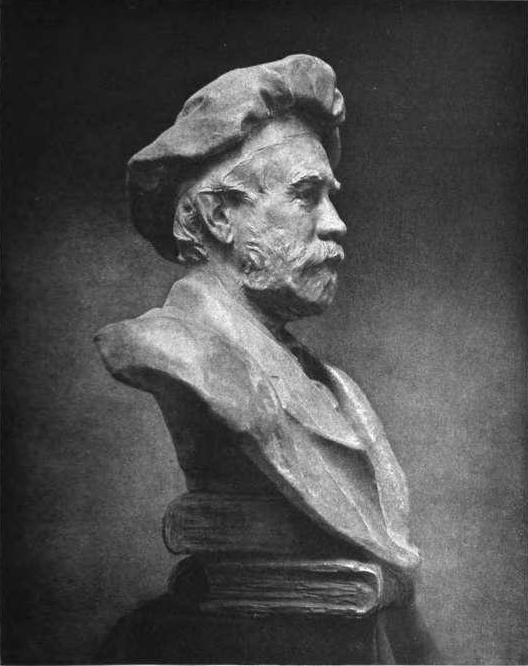
Busto de Theodore Low De Vinne
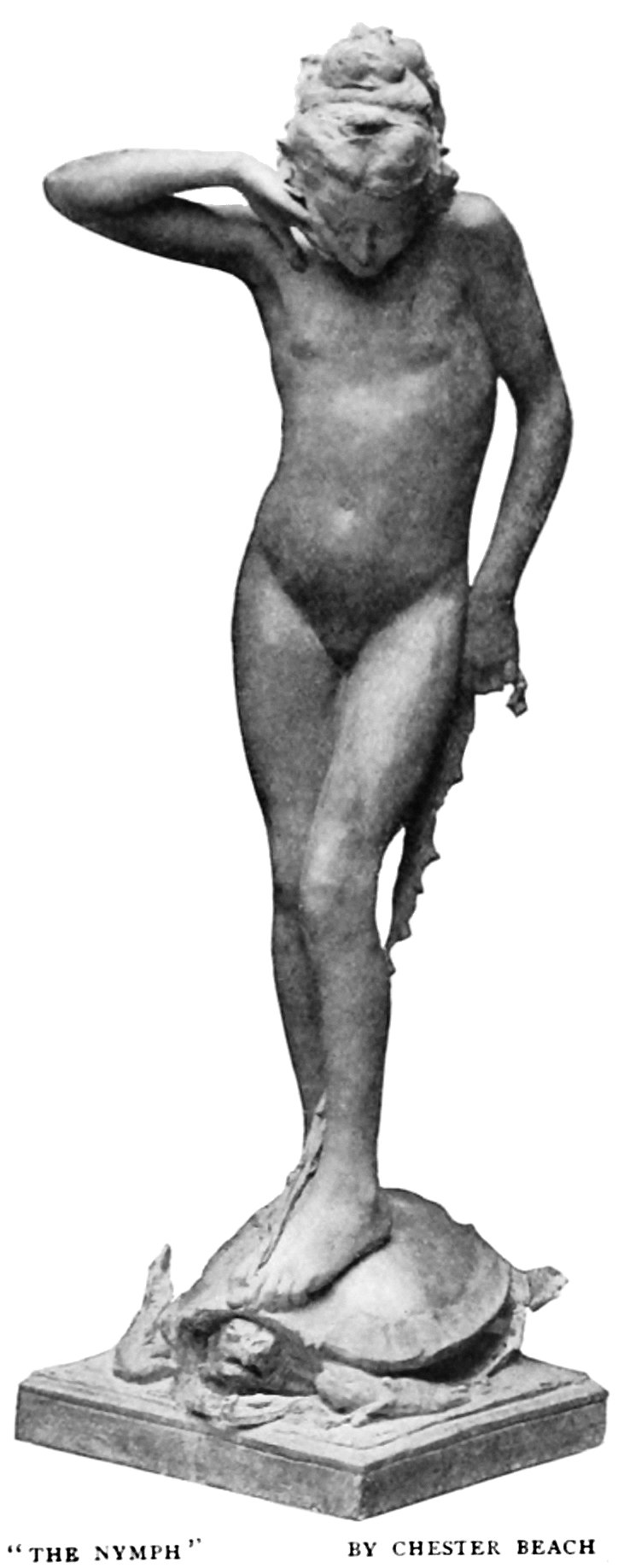
The Nymph
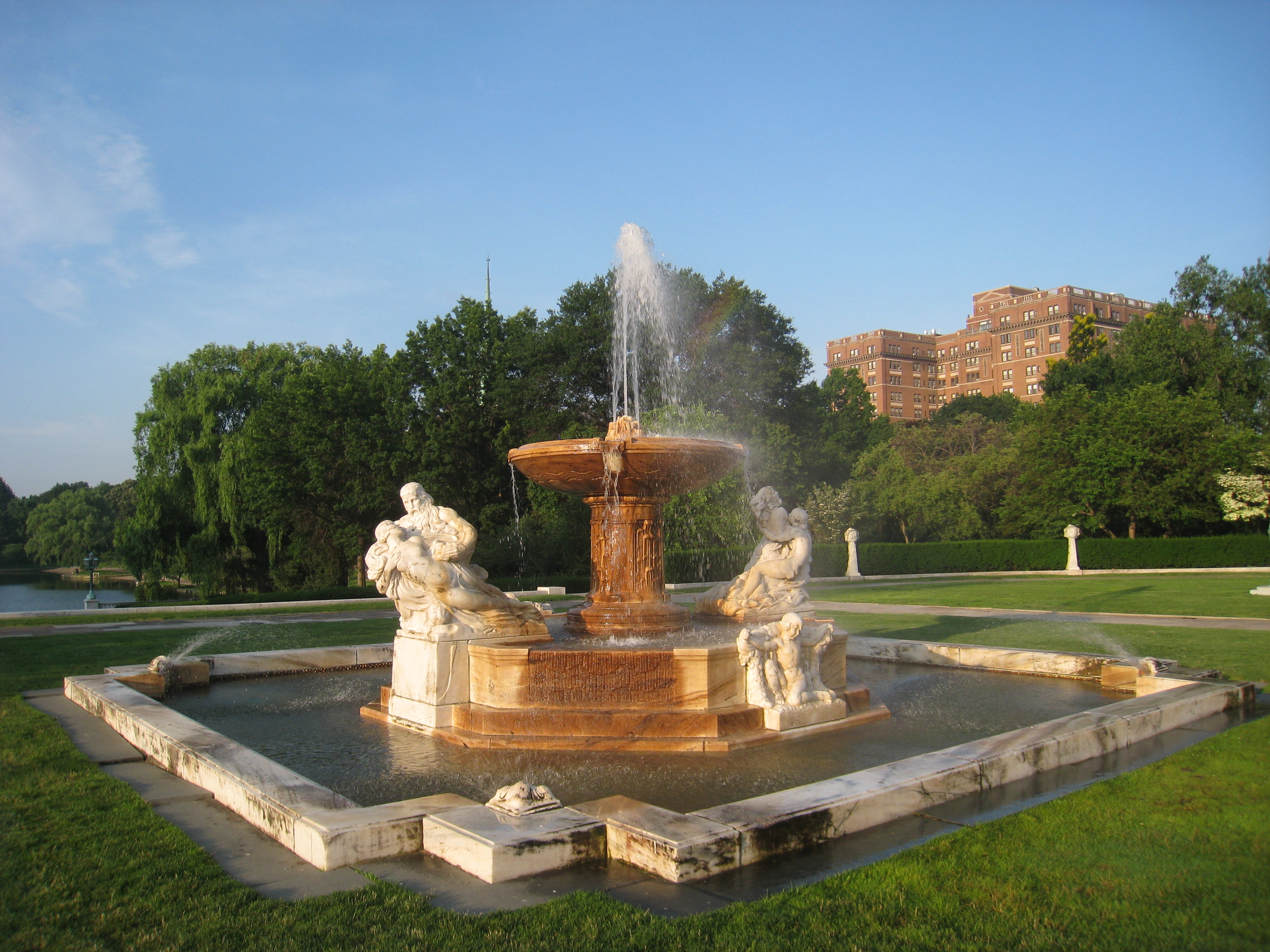
Fountain of the Waters, Cleveland Museum of Art